# Hasegawa
Hasegawa (jap. 長谷川) ist ein japanischer Familienname.

## Namensträger
- Akira Hasegawa (1934–2025), japanischer Plasmaphysiker
- Akira Hasegawa (Teilchenphysiker) (* 1937), japanischer Physiker mit Fachgebiet Schwere-Fermionen-Systeme
- Akiko Hasegawa (* 1985), japanische Beachvolleyball- und Volleyballspielerin
- Ariajasuru Hasegawa (* 1988), japanischer Fußballspieler
- Daigo Hasegawa (* 1990), japanischer Dreispringer
- Emi Hasegawa (* 1986), japanische Skirennläuferin
- Hasegawa Fujihiro (1657–1617), japanischer Verwaltungsbeamter
- Goro Hasegawa (1932–2016), japanischer Entwickler von Brettspielen
- Haruhisa Hasegawa (* 1957), japanischer Fußballspieler
- Hayato Hasegawa (* 1997), japanischer Fußballspieler
- Hirokazu Hasegawa (* 1986), japanischer Fußballspieler
- Hiroshi Hasegawa (1934–2023), japanischer Motorradrennfahrer
- Hiroyuki Hasegawa (* 1957), japanischer Badmintonspieler
- Hozumi Hasegawa (* 1980), japanischer Boxer
- Ichiro Hasegawa (* 1928), japanischer Astronom
- Itsuko Hasegawa (* 1941), japanische Architektin
- Hasegawa Kazuo (1908–1984), japanischer Film- und Theaterschauspieler
- Keiko Hasegawa (* 1955), japanische Eisschnellläuferin
- Kenta Hasegawa (* 1965), japanischer Fußballspieler und -trainer
- Hasegawa Kiyoshi (1891–1980), japanischer Maler
- Kō Hasegawa (* 1995), japanischer Fußballspieler
- Kōki Hasegawa (* 1999), japanischer Fußballspieler
- Hasegawa Machiko (1920–1992), japanische Manga-Zeichnerin
- Masami Hasegawa (* 1944), japanischer Evolutionsbiologe
- Masato Hasegawa, japanischer Neurowissenschaftler
- Mei Hasegawa (* 2003), japanische Tennisspielerin
- Michiko Hasegawa (* 1963), japanische Sportschützin
- Mitsuru Hasegawa (* 1979), japanischer Fußballspieler
- Motoki Hasegawa (* 1998), japanischer Fußballspieler
- Naoto Hasegawa (* 1996), japanischer Leichtathlet
- Hasegawa Noboru (1886–1973), japanischer Maler
- Nobuhiko Hasegawa (1947–2005), japanischer Tischtennisspieler
- Hasegawa Norishige (1907–1998), japanischer Geschäftsmann
- Hasegawa Nyozekan (1875–1969), japanischer Journalist
- Hasegawa Roka (1897–1967), japanischer Maler
- Ryō Hasegawa (* 1999), japanischer Fußballspieler
- Hasegawa Ryūsei (1928–2019), japanischer Lyriker
- Saburō Hasegawa (1906–1957), japanischer Maler
- Hasegawa Senshi (1689–1733), japanischer buddhistischer Münch und Dramatiker
- Hasegawa Settan (1778–1843), japanischer Maler
- Hasegawa Shin (Schriftsteller) (1884–1963), japanischer Schriftsteller
- Hasegawa Shin (Politiker) (1918–1990), japanischer Politiker
- Shin Hasegawa (Ruderer) (* 1940), japanischer Ruderer
- Shin Hasegawa (Rugbyspieler) (* 1972), japanischer Rugby-Union-Spieler und -Trainer
- Hasegawa Shirō (1909–1987), japanischer Schriftsteller und Übersetzer
- Shōichi Hasegawa (1929–2023), japanischer Maler und Grafiker
- Shūichi Hasegawa (* 1971), japanischer Altorientalist
- Sukehiro Hasegawa (* 1942), japanischer Diplomat
- Hasegawa Tai (1842–1912), japanischer Verwalter
- Taichi Hasegawa (* 1981), japanischer Fußballspieler
- Taiga Hasegawa (* 2005), japanischer Snowboarder
- Takumi Hasegawa (* 1998), japanischer Fußballspieler
- Tarō Hasegawa (* 1979), japanischer Fußballspieler
- Tatsuya Hasegawa (* 1994), japanischer Fußballspieler
- Hasegawa Tenkei (1876–1940), japanischer Literaturkritiker und Übersetzer
- Hasegawa Teru (1912–1947), japanische Autorin, Feministin und Esperantistin
- Hasegawa Tōhaku (1539–1610), japanischer Maler
- Tōru Hasegawa (* 1988), japanischer Fußballspieler
- Toshihiro Hasegawa (* 1996), japanischer Ringer
- Hasegawa Toshiyuki (1891–1940), japanischer Maler und Lyriker
- Toyoki Hasegawa (* 1986), japanischer Fußballspieler
- Hasegawa Yoshimichi (1850–1924), General der kaiserlich japanischen Armee
- Hasegawa Yoshioki (1892–1974), japanischer Bildhauer
- Yoshiyuki Hasegawa (* 1969), japanischer Fußballspieler
- Yū Hasegawa (* 1987), japanischer Fußballspieler
- Yui Hasegawa (* 1997), japanische Fußballspielerin
- Yūshi Hasegawa (* 1996), japanischer Fußballspieler